# Condado de Lake (Oregon)
O Condado de Lake é um dos 36 condados do Estado americano do Oregon. A sede do condado é Lakeview, e sua maior cidade é Lakeview. O condado possui uma área de 21 648 km² (dos quais 577 km² estão cobertos por água), uma população de 7 422 habitantes, e uma densidade populacional de 0 hab/km² (segundo o censo nacional de 2000). O condado foi fundado em 1874.